# Anti-intellectualism in American Life
Anti-intellectualism in American Life est un livre de Richard Hofstadter publié en 1963 qui a remporté le prix Pulitzer 1964 dans la catégorie "non-fiction générale",.
Dans ce livre, Hofstadter a entrepris de décrire les mouvements sociaux qui ont modifié le rôle de l'intellect dans la société américaine . Il a ainsi exploré les questions relatives à l’objectif de l’éducation et à la question de savoir si la démocratisation de l’éducation modifiait cet objectif et en remodelait la forme.
En considérant la tension historique entre l'accès à l'éducation et l'excellence de l'éducation, Hofstadter a fait valoir que l' anti-intellectualisme et l' utilitarisme étaient des conséquences, en partie, de la démocratisation du savoir. De plus, il considérait ces thèmes comme historiquement ancrés dans le tissu national américain, fruit de son héritage colonial européen et protestant évangélique. Il a soutenu que la tradition anti-intellectuelle du protestantisme américain valorisait l'esprit par rapport à la rigueur intellectuelle.

## Définition
Hofstadter a décrit l'anti-intellectualisme comme « un ressentiment envers la vie de l'esprit et ceux qui en sont considérés comme les représentants, et une disposition à minimiser constamment la valeur de cette activité ».
En outre, il a décrit le terme comme une opinion selon laquelle « les intellectuels ... sont prétentieux, prétentieux ... et snobs et très probablement immoraux, dangereux et subversifs. . . Le sens clair de l'homme ordinaire est un substitut tout à fait adéquat, sinon bien supérieur, à la connaissance et à l'expertise formelles ».